# Abroma augusta
Abroma augusta är en malvaväxtart som först beskrevs av Carl von Linné, och fick sitt nu gällande namn av Carl von Linné d.y.. Abroma augusta ingår i släktet Abroma och familjen malvaväxter. Inga underarter finns listade i Catalogue of Life.

## Bildgalleri

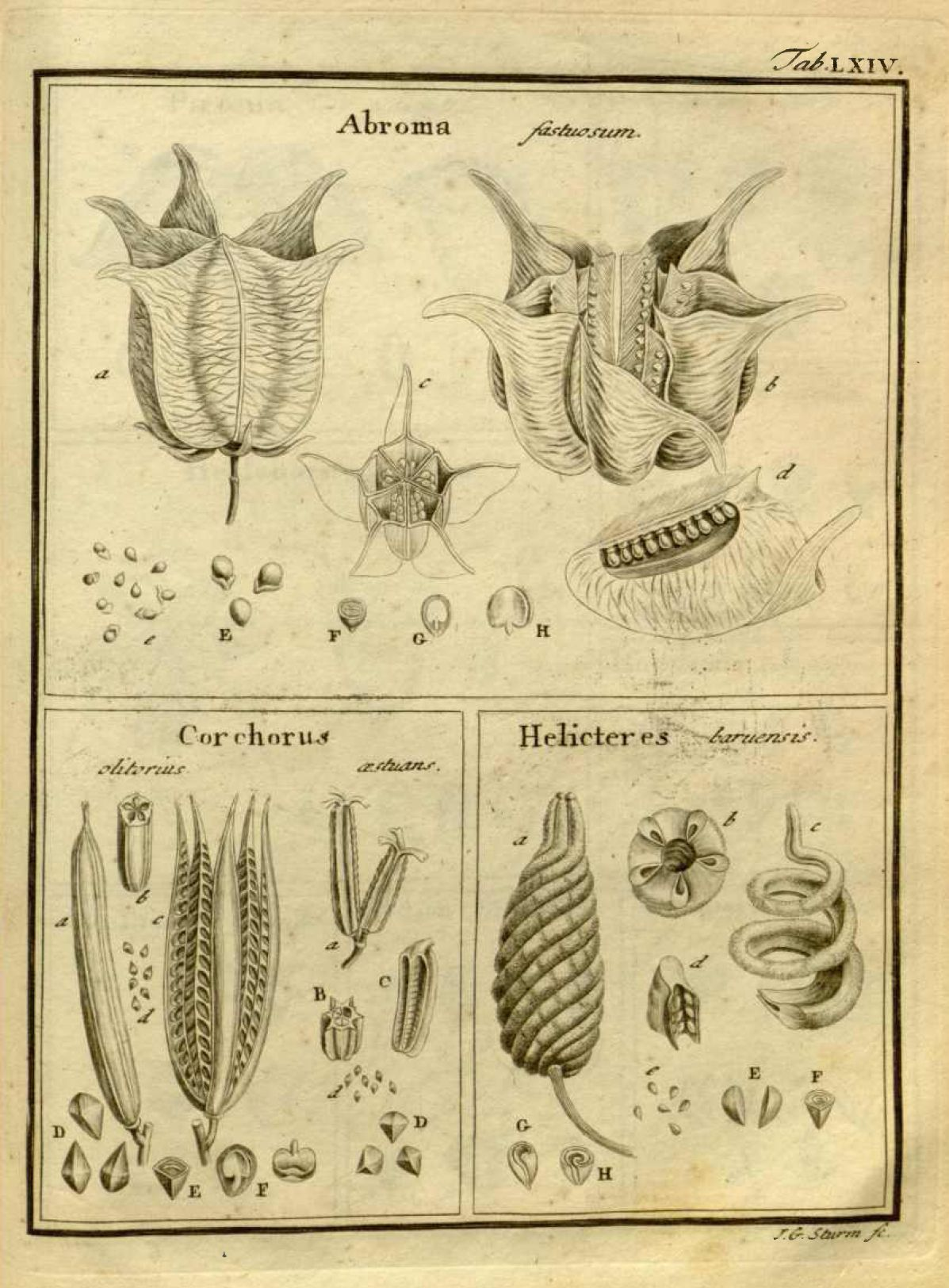